# يورغ باخ
يورغ باخ (بالألمانية: Jörg Bach)‏ (20 نوفمبر 1965 كوبلنز ألمانيا - ) هو لاعب كرة قدم ألماني يلعب كمدافع.

## روابط خارجية
- يورغ باش على موقع قاعدة بيانات كرة القدم.إي يو (الإنجليزية)
- يورغ باش على موقع بيانات كرة القدم. دي إي (الألمانية)
- يورغ باش على موقع عالم كرة القدم.نت (الإنجليزية)